# ムック島
ムック島（ムックとう、タイ語: เกาะมุกต์, ラテン文字転写: Ko Muk）は、タイ南部トラン県にあり、アンダマン海に浮かぶ島である。干潮時だけ現れる海食洞モラコット（エメラルド）洞窟が知られている。チャオマイ国立公園に属しており、特にジュゴンの保護区として重要な位置を担っている。

## 地形・地質
ムック島は、タイの南部、トラン県のアンダマン海に面した海岸の沖合数キロメートルに位置し、本土から続く堆の際にある。トラン県に点在する小島の中では大きい方で、面積は約7.7平方キロメートルである。ムック島の地質は、凝灰質砂岩や石灰質角礫岩の層の上に、石英、石灰岩、花崗岩、花崗閃緑岩などの礫を含む砂岩やシルト岩の層が累なり、その上をクングーリアン時代のラトブリ石灰岩が覆う、という構造になっている。島の西部は、ラトブリ石灰岩層が占めているが、中央から東部にかけては礫を含む泥岩などが露出し、東端には砂地の岬が突き出している。西部の石灰岩地帯は高い崖がそびえ、島の最高点もこちら側にある。同じ西側の石灰岩地帯に、有名なモラコット洞窟がある。

### モラコット洞窟

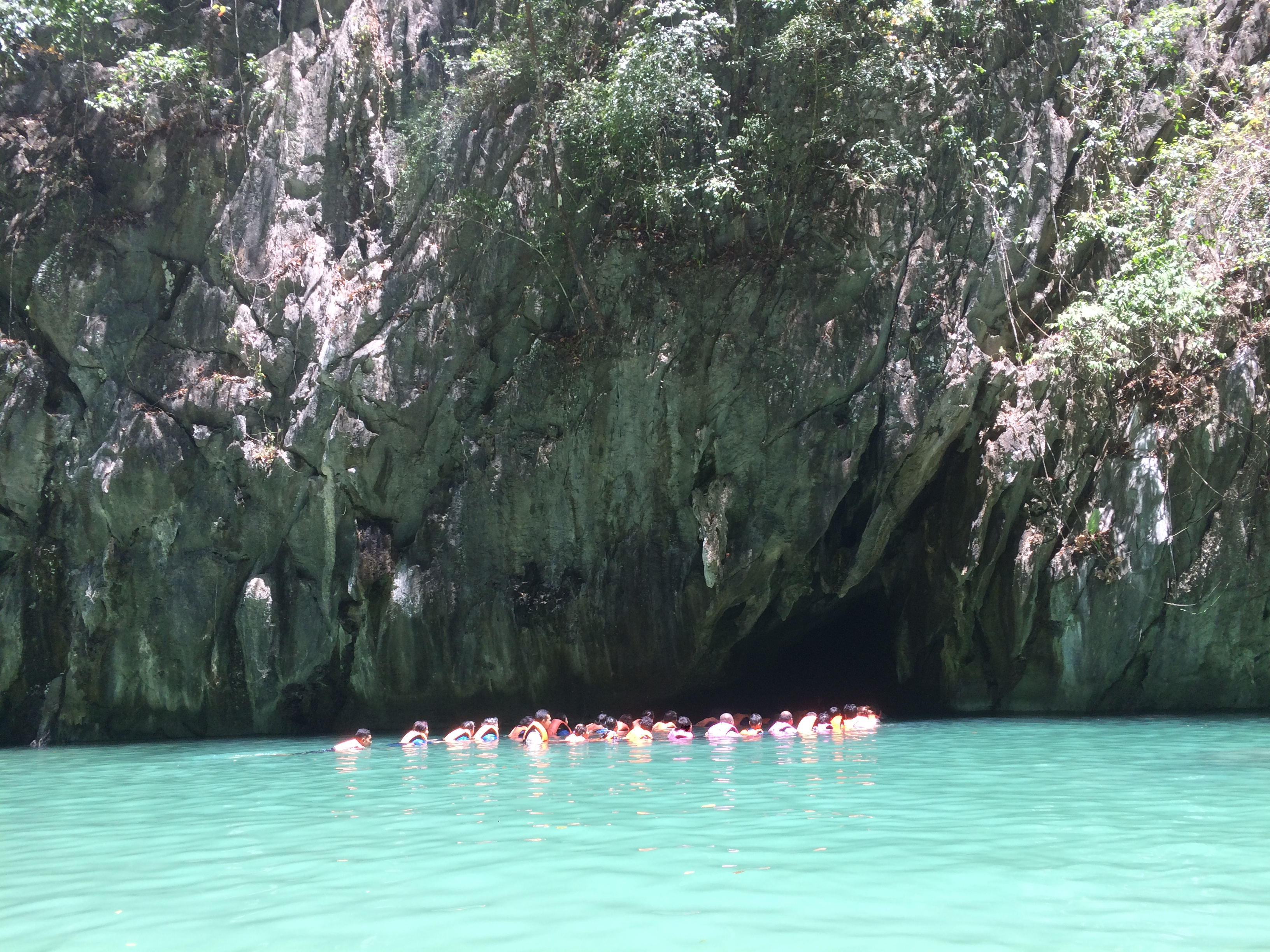
モラコット洞窟の出入口

モラコット洞窟（タイ語: ถ้ำมรกต, ラテン文字転写: Tham Morakot）は、干潮のときだけ口が海面から顔を出す海食洞で、洞窟の暗がりを80メートルほど泳いで進んだ先に、高い崖に四方を囲まれた穏やかな砂浜がある。差し込んだ光が洞内をエメラルド色に輝かせることから、その名前が付いた。

## 自然
ムック島東部の沿岸には、フタバナヒルギ、ホウガンヒルギ、毛楊梅（Myrica esculenta）、シマシラキ、ウラジロナツメヤシ、ドウツルモドキなどで構成されるマングローブが形成されている。西部の山林には、リュウケツジュのなかま（Dracaena cochinchinensis）、チャボナツメヤシ、サボテンタイゲキ、インドソテツなどが生育する。
また、ムック島と本土との間には、31平方キロメートルに及ぶタイでも特に広大で多様性に富んだ海草藻場が広がっており、ウミショウブ、リュウキュウスガモ、ヒメウミヒルモ、ウミヒルモ、マツバウミジグサ、ウミジグサ、ベニアマモ、リュウキュウアマモ、シオニラの生育が確認されている。
この豊かな海草藻場は、ジュゴンの餌場、繁殖地として重要な意味を持ち、ムック島とその南東にあるリボン島の海域は、タイでも特にジュゴンが多く目撃される地域であり、2010年の調査では、この海域に42頭から129頭のジュゴンが生息すると推定された。
これらの動植物相、特にジュゴンの保護区域として、ムック島の西側と周りの海はチャオマイ国立公園の一部となっている。

## 社会
ムック島には約400世帯、2000人程度が暮らしており、住民の97パーセントはイスラム教徒である。世帯の多くは漁師の家系で、伝統的な漁業や真珠の養殖を生業とし、小規模のゴム農園を営む者もいる。また、トラン県はムック島の観光資源としての可能性を重視し、海洋ツーリズムでの宣伝に力を入れている。1998年には約1200人だった観光客は、2006年には1万人を超えるまで急増している。
ムック島の行政単位は1つだが、島内は6つの共同体に分かれており、それぞれの共同体は小さな入り江を中心に形成されている。多くの集落は海に面しているため、スマトラ島沖地震による津波では大きな被害を受け、トラン県の中でも特に被害が深刻だった地域の1つである。住民のほとんどは、家族、家、あるいは船など、何らかのものを失ったといわれる。津波からの復興に際し、全体の半分以上にあたる248世帯が、保護区や公有地、あるいは他人の土地に不法に居住している実態が明らかとなり、再建にあたってこれらを整理し、国有林から3ヘクタールが新たな共同体と住宅をつくるために提供された。